# رابعه (نماد)

نماد رابعه

نماد رابعه یک حالت دست و نشانه‌ای است که برای اولین بار در اواخر ماه اوت ۲۰۱۳ ظاهر شد و به نظر می‌رسد منشأ آن ترکیه باشد. این نماد در رسانه‌های اجتماعی و راهپیمایی‌های اعتراض‌آمیز در مصر مورد استفاده قرار می‌گیرد. نماد رابعه از سوی اخوان‌المسلمین و حامیان آن در مصر برای حمایت از محمد مرسی پس از اعتراضات ضددولتی کسانی که خواستار برکناری وی بودند، استفاده شد. در ۹ ژوئیهٔ ۲۰۱۴، سازمان وابسته به اخوان‌المسلمین روز ۱۴ اوت - روز یورش بر طرفداران مرسی - را «روز جهانی رابعه» اعلام کرد.

## شکل‌گیری و جهانی شدن

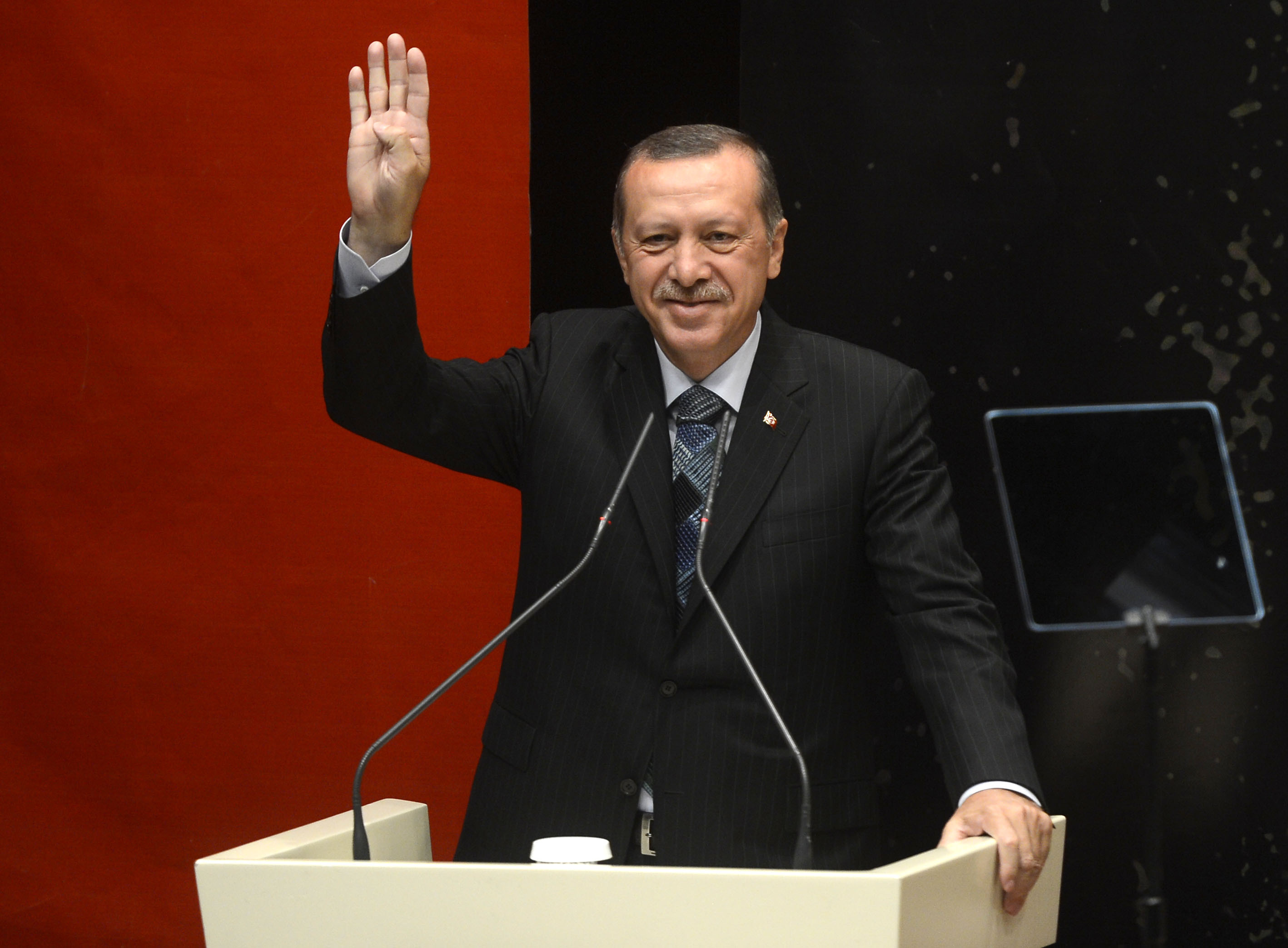
اردوغان رابعه را نشان می‌دهد.

نماد رابعه پس از سرکوب معترضان به کودتای نظامی علیه محمد مرسی، رئیس‌جمهوری مستعفی مصر که اواسط ۲۰۱۳ در میدان رابعه العدویه قاهره رخ داد، به یک نماد بین‌المللی علیه کودتا بدل شده‌است. این نماد پس از استفادهٔ رجب طیب اردوغان - نخست‌وزیر وقت ترکیه - از چهار انگشت برای حمایت از بست‌نشینی طرفداران محمد مرسی در میدان رابعه عدویه قاهره شهرت یافت. طرفداران مرسی نماد رابعه را نماد پایداری می‌دانند زیرا معترضان ۴۸ روز در میدان رابعه عدویه تحصن کردند و تمام ماه رمضان و عید فطر را آنجا بودند.
اردوغان در پاسخ به پرسشی دربارهٔ علت استفاده از این نماد گفت:
| « | این علامت نشان‌دهندهٔ تجمع اخوان‌المسلمین در میدان «رابعة العدویة» است. این چهار انگشت شاید نماد جدیدی برای نشان دادن پیروزی در جهان اسلام به جای نمادِ بالا بردن دو انگشت باشد. | » |

اردوغان بار دیگر در زمان ریاست جمهوری از این نماد در شب کودتای نافرجام ترکیه در ۱۵ ژوئیهٔ ۲۰۱۶ استفاده کرد. مردم نیز بعداً در خیابان‌ها در تجمعات بر ضد این کودتا از این نماد برای همبستگی و رد کودتا استفاده کردند.
نماد رابعه توسط فلسطینی‌ها در نوار غزه و کرانهٔ باختری برای اعتراض به خشونت‌های شهرک‌نشینان در قدس شرقی استفاده می‌شود.

## در تونس
در تونس نیز این اندیشهٔ اخوانی فعال است و جنبش النهضه از نماد رادیکال ۱۶ استفاده می‌کند که برابر با عدد ۴ است.

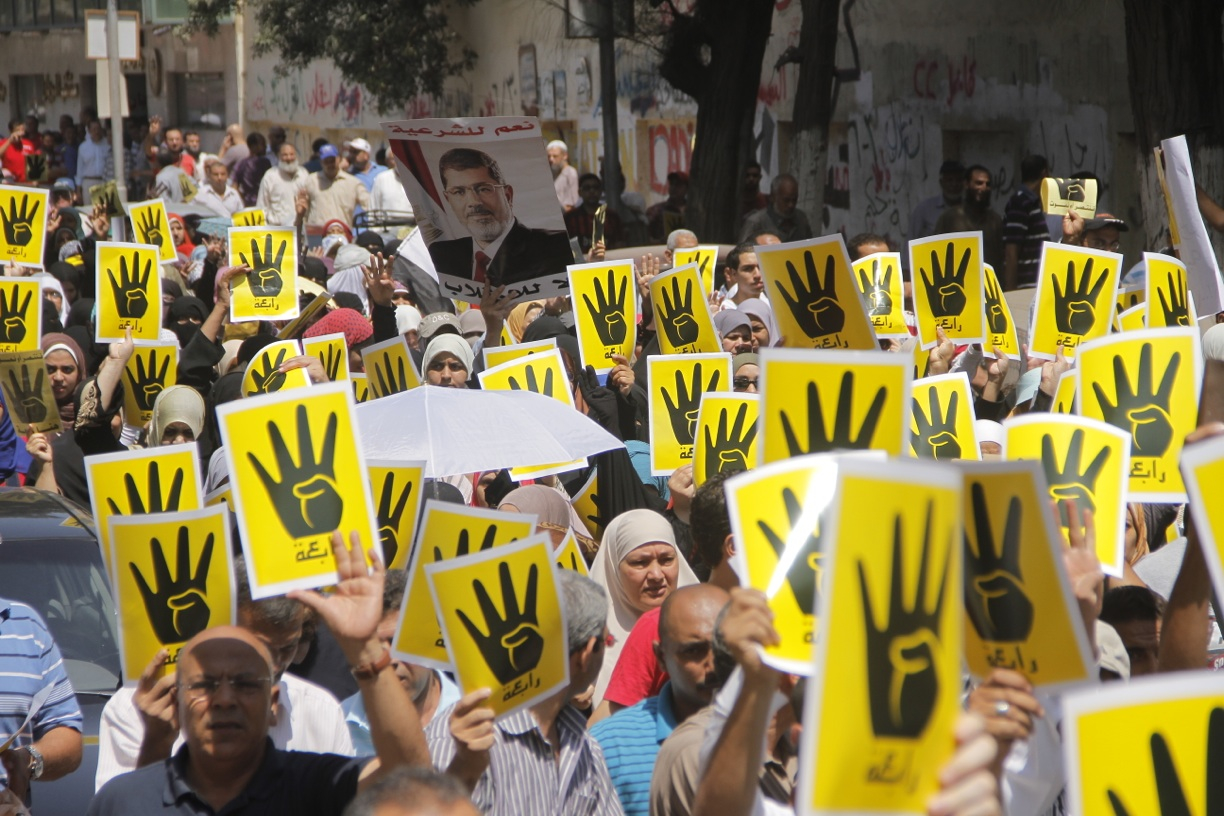
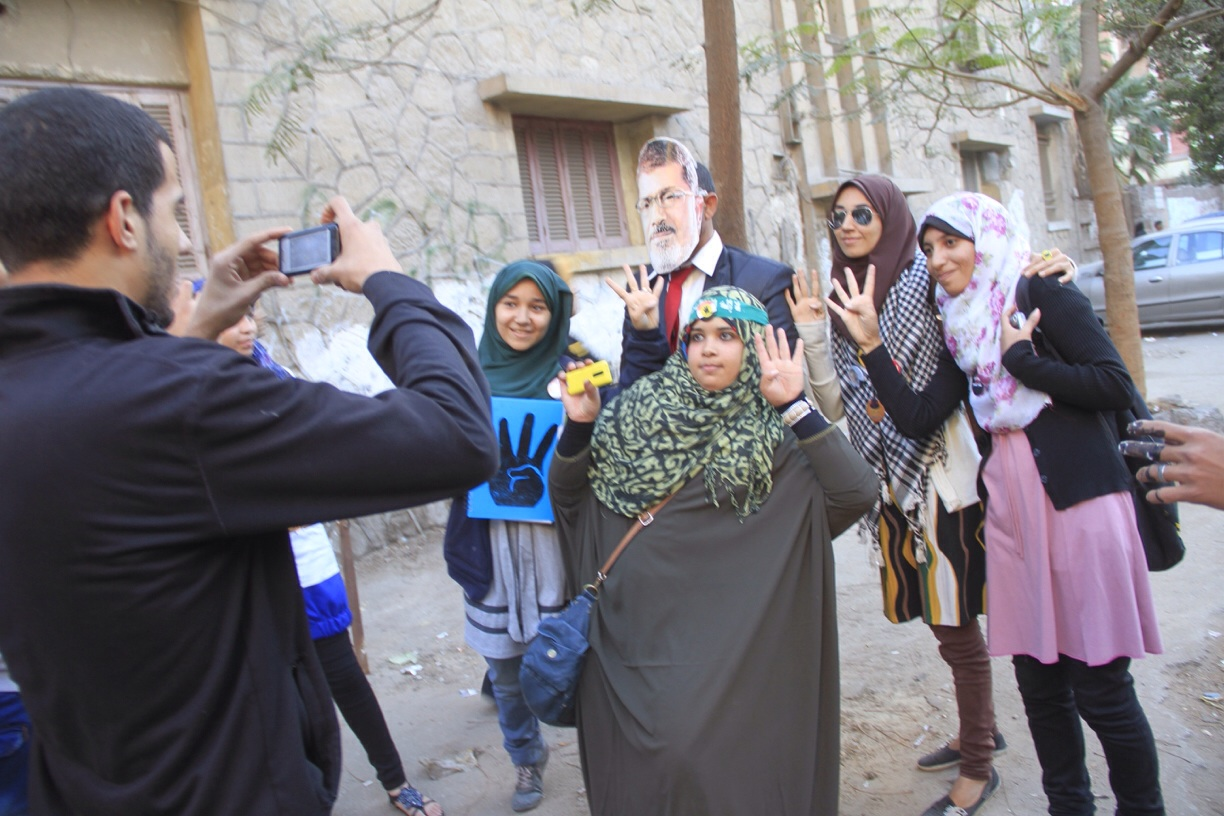
تظاهرکنندگان اخوانی در قاهره
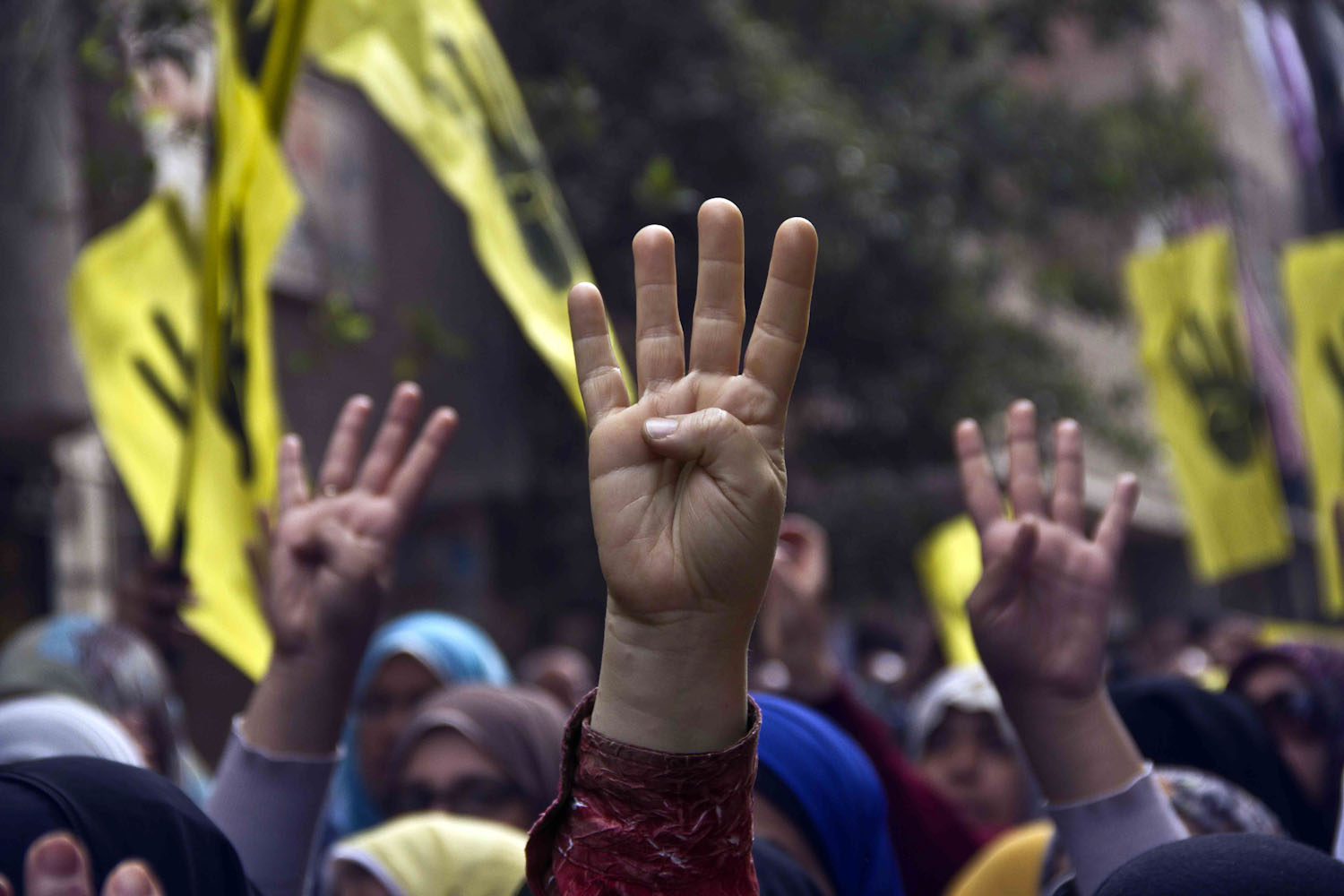
قاهره مصر
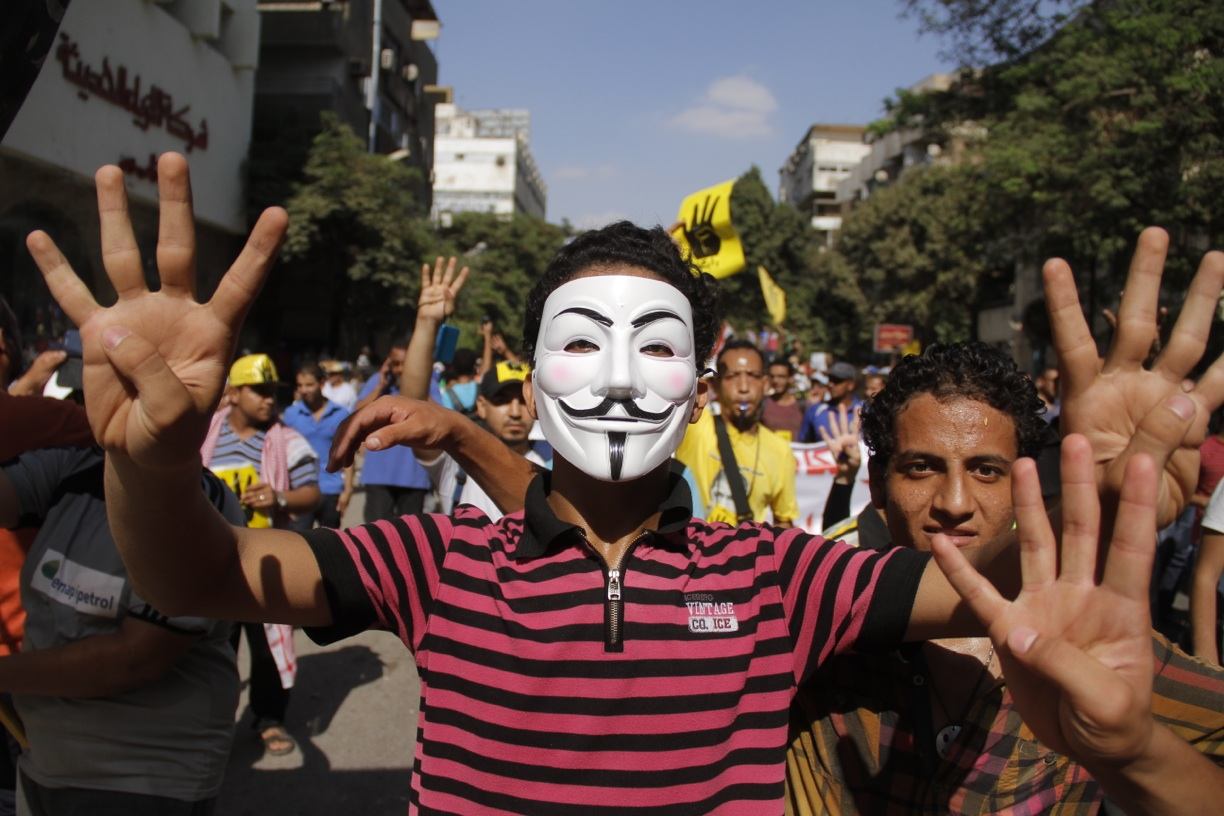
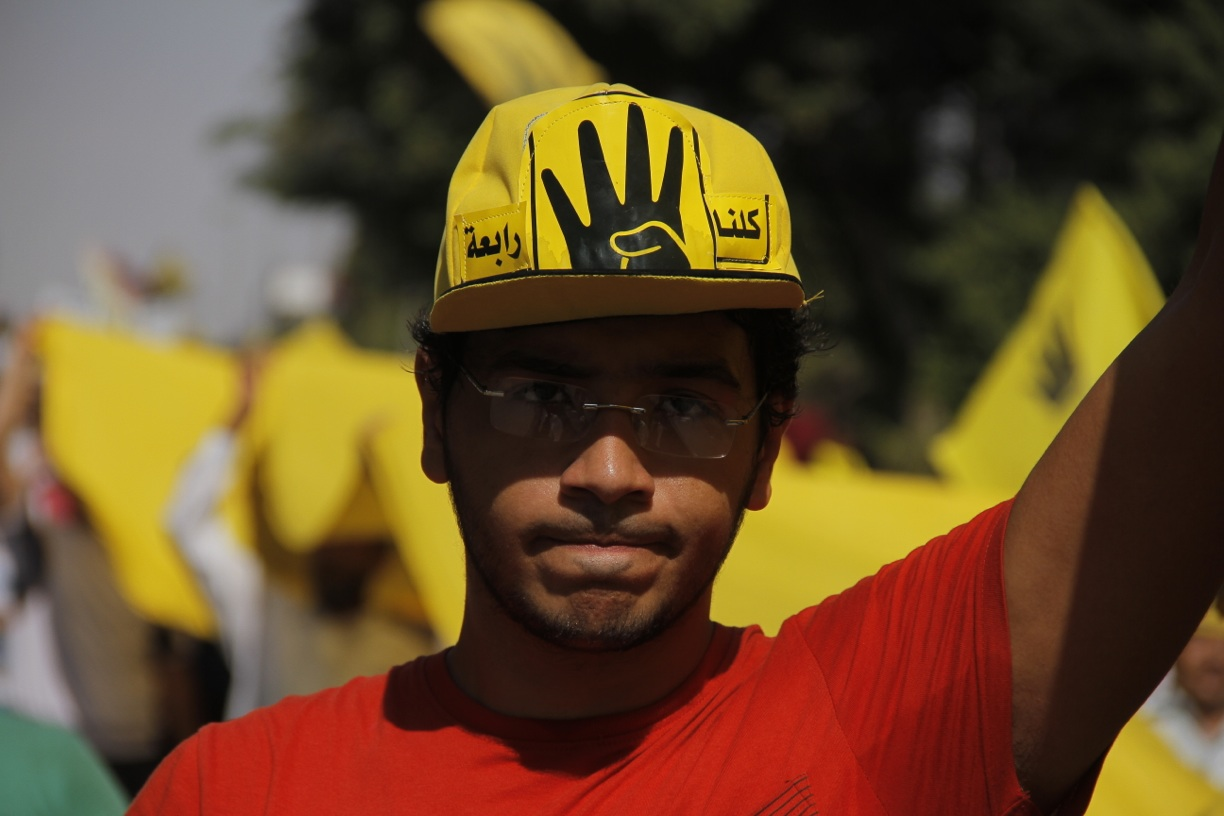
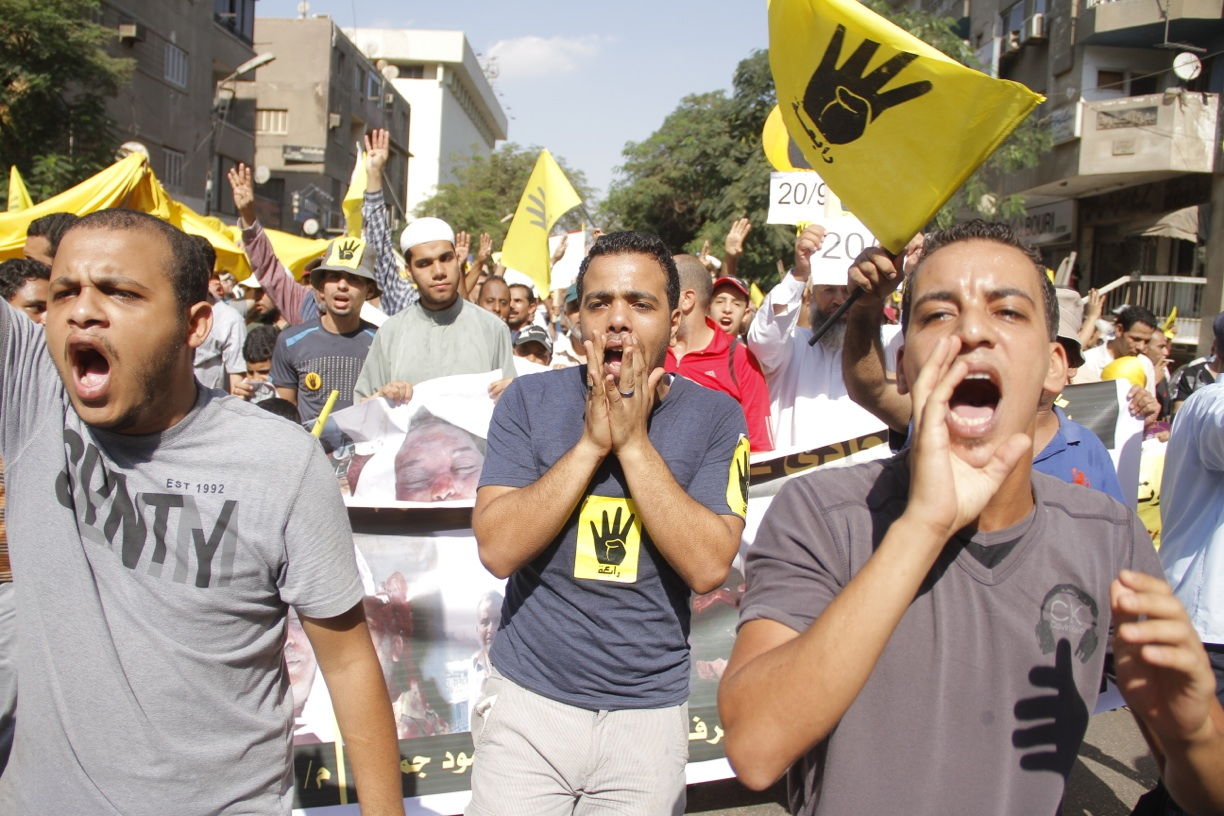
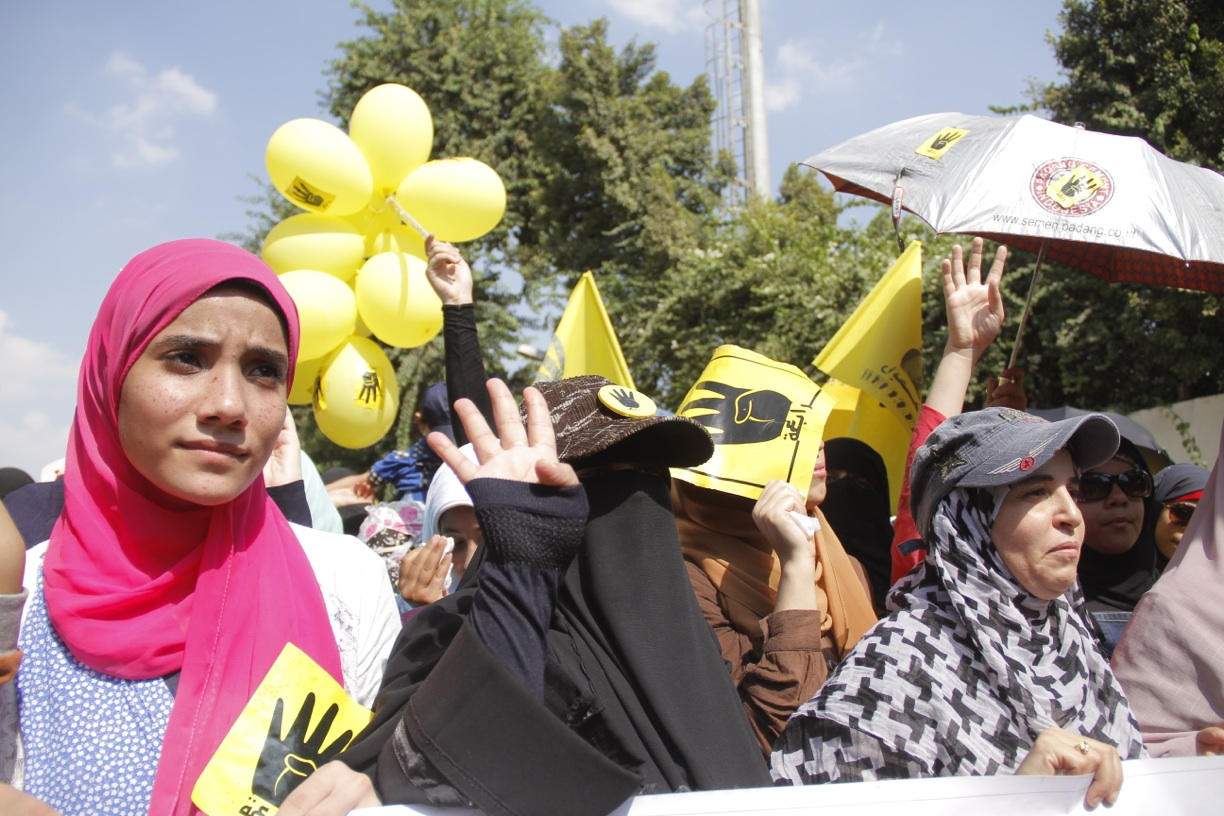
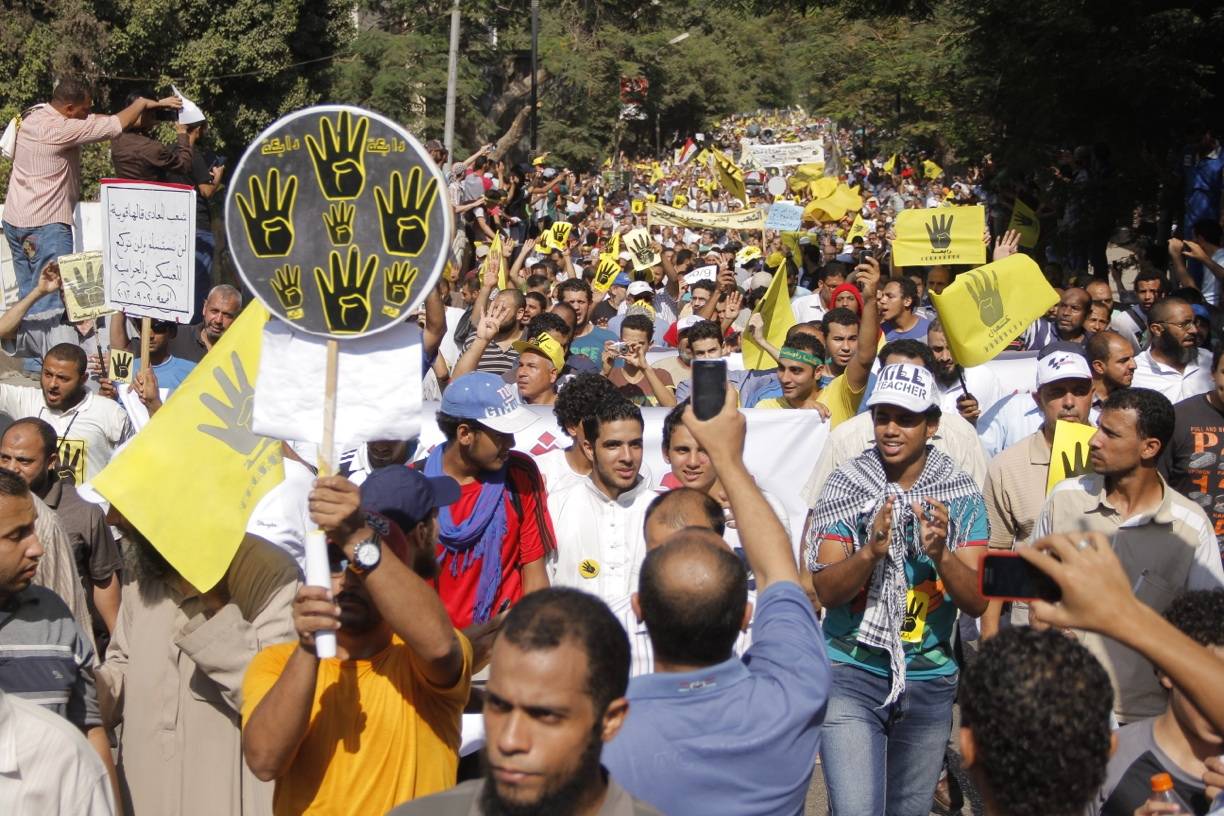
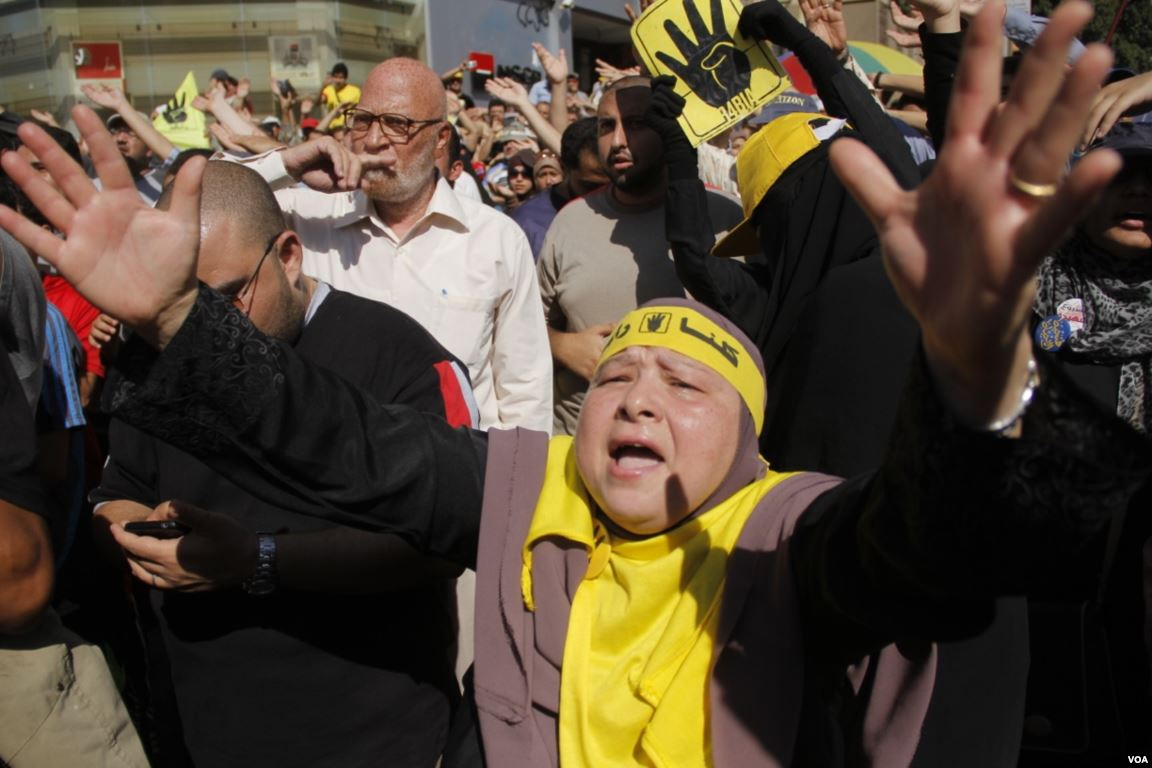
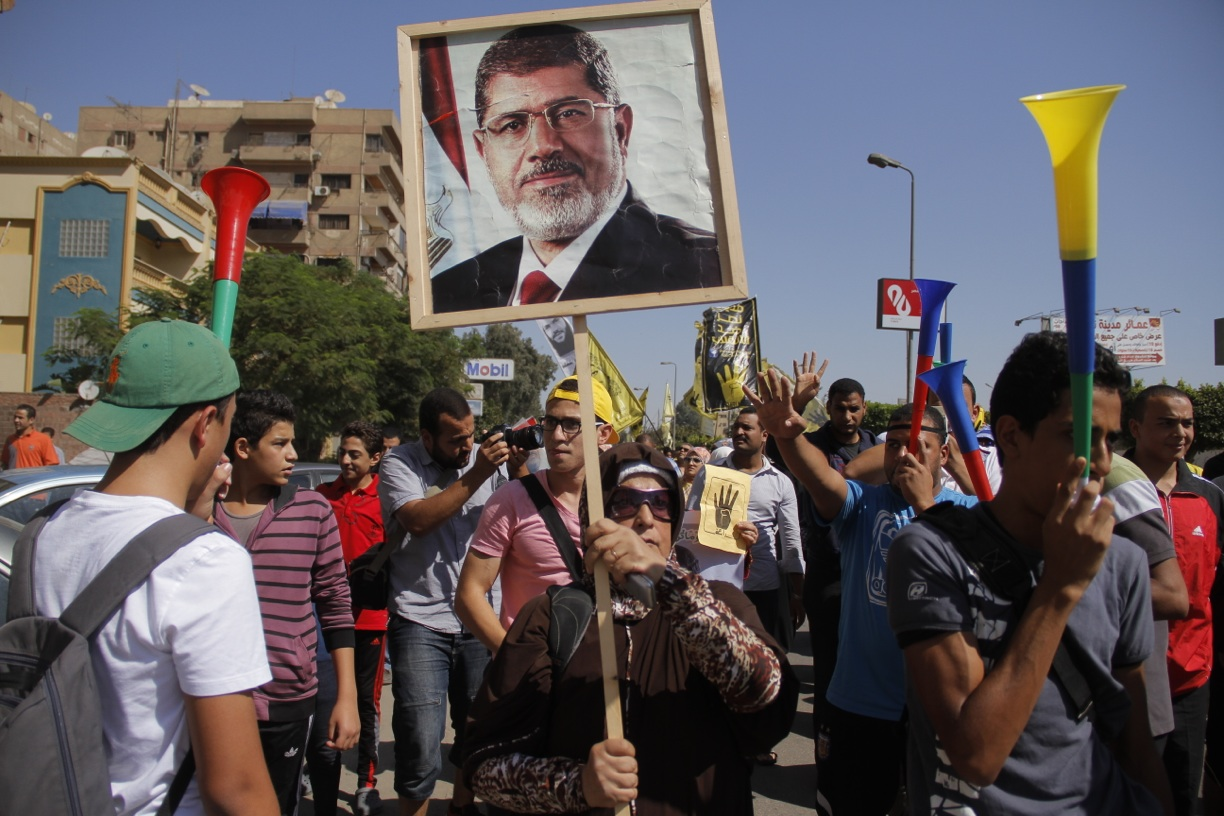
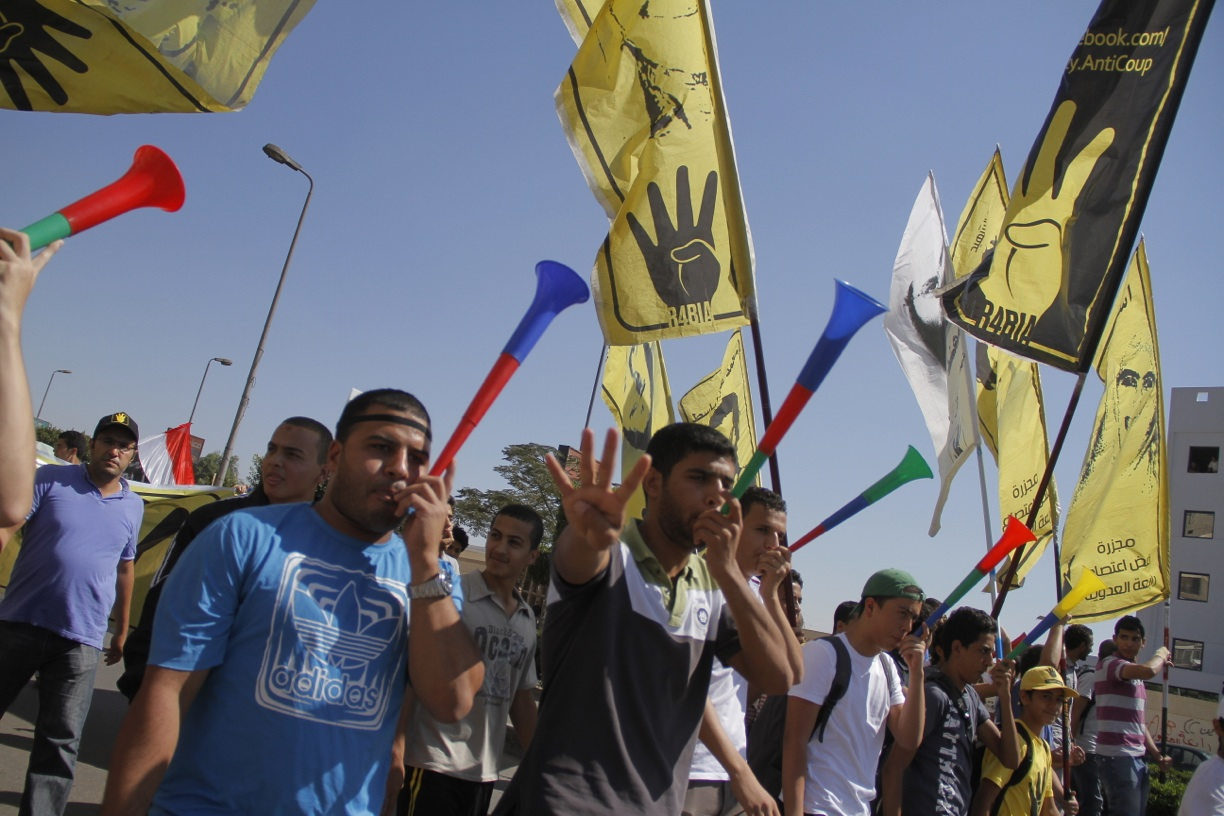
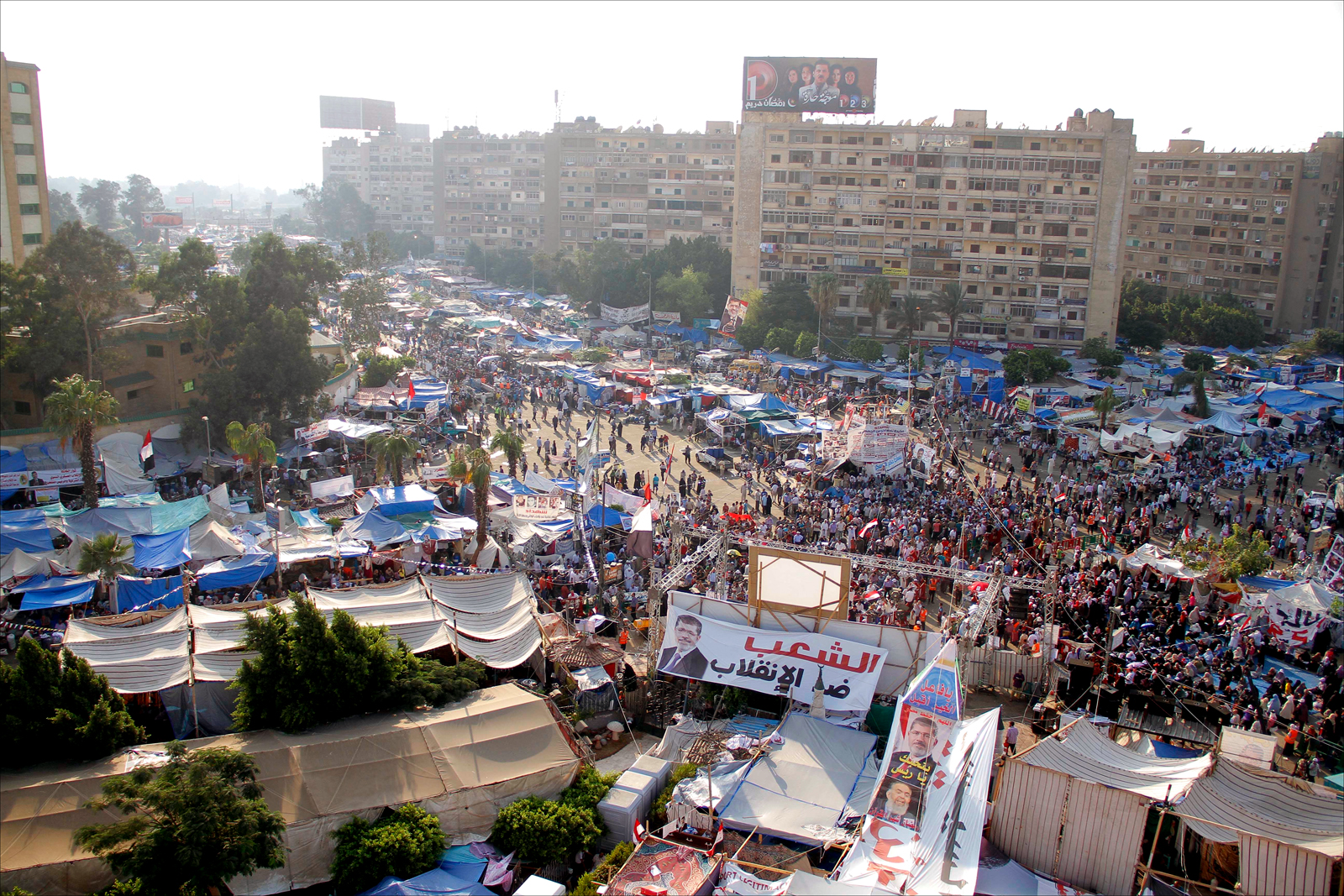